# ملا عبدالله زنوزی
ملاعبدالله زنوزی از علمای مکتب فلسفی تهران، و پدر آقاعلی زنوزی است.

## زندگانی
بر اساس گفتار آیت‌الله سید حسن مصطفوی، وی فرزند بایرام قلی است و در شهر زنوز در اطراف شهر مرند آذربایجان به دنیا آمده‌است.طبق گزارشی که آقا علی مدرس از پدر خویش ارائه کرده‌است وی مقدمات را در آذربایجان آموخته است و پس از آن راهی کربلا شده‌است و از محضر صاحب ریاض بهره‌مند شده‌است و پس از آن در قم از کلاس‌های میرزای قمی استفاده علمی کرده‌است. وی بعد از قم، راهی اصفهان می‌شود و از محضر ملاعلی نوری مازندرانی حکمت و فلسفه را فرا می‌گیرد و در سال ۱۲۳۷ هجری قمری (معادل ۱۲۰۱ خورشیدی) بنا به در خواست ملاعلی نوری جهت تدریس حکمت و فلسفه در مدرسه مروی تهران، رهسپار تهران می‌شود. وی پس از بیست سال تدریس و افاضه حکمت در سال ۱۲۵۷هجری قمری (معادل ۱۲۲۰ خورشیدی) درگذشت.

## آثار
- انوار جلیه تصحیح سید جلال الدین آشتیانی .
- لمعات الهیه تصحیح سید جلال الدین آشتیانی .